# Tu quoque
Tu quoque (locución latina que significa ‘tú también’) es un argumento que consiste en rechazar un razonamiento, o considerarlo inconsistente, alegando que el interlocutor ha realizado previamente un razonamiento similar. Es, por tanto, una variante de la falacia ad hominem, o de la falacia ad personam (cfr. Perelman) o ataque personal, mediante la cual se procura demostrar que una crítica o una objeción se aplica igualmente a la persona que la realiza, rechazándola sin entrar a analizarla. 
Un ejemplo de la falacia es: «Thomas Jefferson decía que la esclavitud estaba mal. Sin embargo, él mismo tenía esclavos». Por lo tanto, se deduce que no puede tener un argumento válido al respecto de la esclavitud por tener esclavos él mismo, lo cual no define la validez o invalidez de su argumento.
Esta falacia se utiliza frecuentemente como una técnica de retórica. Podría considerarse una variante de la falacia ad hominem ya que el objetivo es refutar la afirmación de un individuo desacreditándolo. Con este argumento se busca distraer la atención sobre la cualidad atribuida al sujeto B por el sujeto A, atribuyendo la misma cualidad al sujeto A. Así el sujeto A pierde credibilidad al ser presentado como un hipócrita. El sujeto B busca así demostrar la falsedad de la proposición enunciada por A.

## Origen
Tu quoque es el comienzo de la célebre exclamación de Julio César cuando vio que, entre los conjurados, Bruto, su protegido, también empuñaba el puñal para asesinarlo (15 de marzo del 44 a. C.) La frase completa puede que fuese tu quoque, fili mi! (‘¡tú también, hijo mío!’) o et tu quoque Brute fili mi! (‘¡Bruto, hijo mío, también tú!’), aunque Suetonio piensa que las dijo en griego (Καὶ σὺ τέκνον;). Con este sentido original, la expresión todavía se usa para indicar la ingratitud por los beneficios recibidos respectivamente.

## Estructura del argumento
1. A critica P.
2. A es también culpable de P.
3. Por tanto, la crítica a P es rechazada.

Se trata de una falacia porque la conclusión (rechazo de la crítica a P) no se sigue de las premisas.
Un ejemplo clásico:

Ahí está ése dándonos consejos a los griegos sobre concordia, cuando aún no ha logrado convencerse a sí mismo, a su mujer y a su criada –tres personas tan solo– a ponerse de acuerdo en su vida íntima.
Plutarco

## Uso coloquial
El recurso al tu quoque es de uso muy frecuente, especialmente por parte de aquellos que desconocen su existencia. Es fácilmente reconocible porque responde a la estructura «y tú también» o «y tú más» como respuesta a una crítica. 
Sin embargo, cuando un argumento no se basa en la autoridad moral, el recurso al tu quoque suele ser falaz. Por ejemplo, un caso habitual sería el de un médico que aconseja a su paciente dejar de fumar y dicho paciente le responde que él también fuma, así que, viniendo de él, el consejo no tiene validez. En este caso se trata de una falacia, ya que el criterio médico no se asienta en la autoridad moral, sino en verdades científicas que son independientes de la conducta del médico.